# Barbora Poláková
Barbora Poláková   (Kolin, 3 d'octubre de 1983) és una actriu i cantant txeca.

## Filmografia

### Pel·lícules
- Kráska v nesnázích (2006)
- Láska z kontejneru (2011)
- Láska je láska (2012)
- Život je život (2015)
- Instalatér z Tuchlovic (2016)

### Sèries de televisió
- Okresní přebor (2010)
- Dokonalý svět (2010)
- Základka (2012)
- Neviditelní (2014)
- Marta a Věra (2014)

## Discografia

### Àlbums d'estudi
- Barbora Poláková (2015)[2]
- ZE. MĚ (2018)[3]

### Senzills
- 2015: Nafrněná[4]
- 2017: Po vàlce